# Storyville Records
Pour les articles homonymes, voir Storyville.

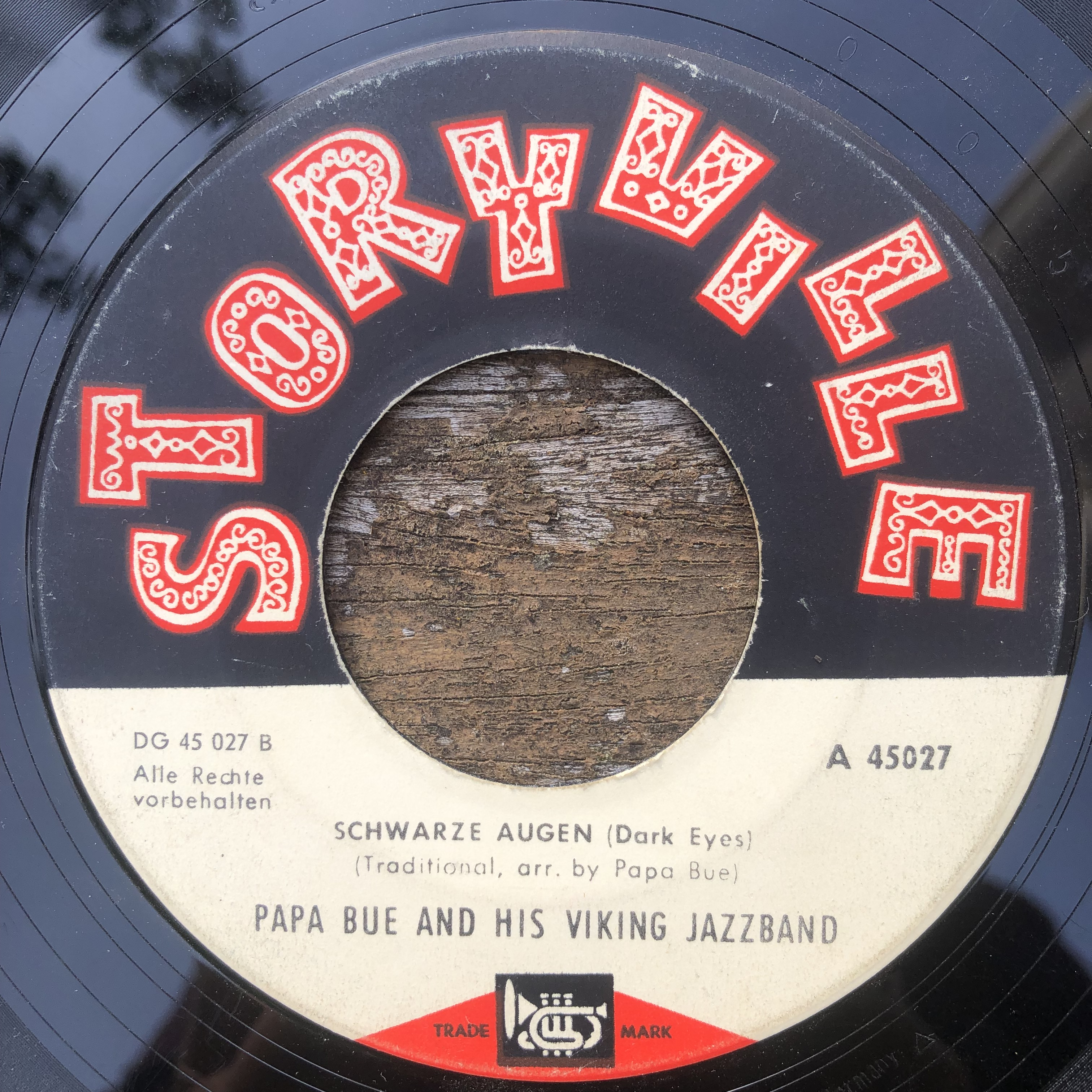
Vinyle du groupe Papa Bue’s Viking Jazzband, 1960, produit par Storyville Records. Sur la face B : "O sole mio"

Storyville est le label d'une compagnie de disque indépendante danoise.
Artistes produits : Sippie Wallace, Mamie Smith.